# Йелбартисен
Шелфовият ледник Йелбартисен (на норвежки: Jelbartisen; на английски: Jelbart Ice Shelf) заема част от крайбрежието на Източна Антарктида, край Брега принцеса Марта на Земя кралица Мод, в акваторията на море Крал Хокон VІІ, част от Атлантическия сектор на Южния океан. Простира се от платото Халвфарюген на запад до ледените куполи Кръгъл и Нов, където се свързва с шелфовия ледник Фимбулисен. Дължината и ширината му е около 70 km. Южно от него се намират крайбрежната планината Вите (454 m), платата Йеверюген (1470 m) и Ричер (1770 m) и нунатаките Бореас, от които се спуска големия ледник Шетбреен и се „влива“ в шелфовия ледник.
Шелфовият ледник Йелбартисен е открит през февруари 1951 г. и е топографски заснет и картиран от смесената норвежко-британско-шведска експедиция (1949 – 52), ръководена от Юн Евер, който наименува новооткрития шелфов ледник в чест на трагично загиналия австралиец и участник в експедицията Джон Елис Йелбарт (1926 –1951).